# Rubus ochthodes
Rubus ochthodes är en rosväxtart som beskrevs av Sergei Vasilievich Juzepczuk. Rubus ochthodes ingår i släktet rubusar, och familjen rosväxter. Inga underarter finns listade i Catalogue of Life.